# La Cuadrilla, Guanajuato
La Cuadrilla är en ort i Mexiko.   Den ligger i kommunen San Miguel de Allende och delstaten Guanajuato, i den centrala delen av landet, 250 km nordväst om huvudstaden Mexico City. La Cuadrilla ligger 1 877 meter över havet och antalet invånare är 487.
Terrängen runt La Cuadrilla är huvudsakligen platt, men åt nordväst är den kuperad. La Cuadrilla ligger nere i en dal som går i nord-sydlig riktning. Runt La Cuadrilla är det ganska tätbefolkat, med 96 invånare per kvadratkilometer. Närmaste större samhälle är San Miguel de Allende, 16,9 km sydost om La Cuadrilla. Trakten runt La Cuadrilla består i huvudsak av gräsmarker.